# Charlotte Legault
Pour les articles homonymes, voir Legault.
Charlotte Legault, née le 4 juin 1991 à Pointe-Claire, est une comédienne et chanteuse québécoise.
Elle gagne la popularité en incarnant le personnage d’Amélie Bérubé dans la quotidienne District 31.

## Filmographie

### Cinéma
- 2008 : Derrière moi de Rafaël Ouellet : Léa

## Télévision
- Annie et ses hommes d'Annie Piérard et Bernard Dansereau : Coralie
- 2012 : Les Parent : Mélissa (saison 5) de Jacques Davidts[1]
- 2015-2016 : Subito texto de Martin Doyon : Audrey Allard-Fraser (saison 2 et saison 3)
- 2015 : Ces Gars-là : Laurence[1]
- 2016-2021 : District 31 de Luc Dionne : Amélie Bérubé (saison 1 à saison 5),[2],[3]
- 2020 : Cerebrum de Richard Blaimert : Roxanne Perrin[4],[5],[6]
- 2020 : Dr. Bash de Joseph Kay : Melissa Hunter (5 épisode)
- Depuis 2023 : I Woke Up a Vampire (en) de Thomas W. Lynche (en) : Shapeshifte[7]